# اوزرن گراباریچ
اوزرن گراباریچ (کرواتی: Ozren Grabarić؛ ۱۷ ژوئیهٔ ۱۹۸۰ – ) بازیگر، استاد اهل کرواسی بود. وی از سال ۱۹۹۹ میلادی تاکنون مشغول فعالیت بوده‌است.